# 樊叔略
樊叔略（536年—594年），陈留县（今河南省开封市）人。西魏、北周、隋朝官员。

## 生平
父亲樊欢，仕东魏任南兖州刺史、东阳侯。适高欢专权，樊欢密谋兴复纲常，为高氏所杀。樊叔略童年就被处以腐刑，在殿省供役使。身高九尺，有志气。樊叔略初时颇遭嫉妒。内心不安，于是逃至函谷关西。
在西魏时，宇文泰颇器重他，置于身边，授职都督，荫袭爵位为侯。宇文护执掌政权时，授为中尉，兼管宫内事情，累迁骠骑大将军、开府仪同三司。宇文护被杀后。齐王宪召他为园苑监。樊叔略多次进献用兵谋略，跟随武帝平定齐朝。因功封职为上开府，清河县公，任汴州刺史，当时被称为决事明断。宣帝建造东都，授他为营构监。宫室规模标准皆由樊叔略所定。尉迟迥叛乱时，樊叔略镇守大梁，因军功授为大将军，又任汴州刺史。
隋文帝受禅即位后，升任上大将军，晋封爵位为安定郡公。后调为相州刺史，政绩当时第一。老百姓因此说到:“智慧无穷，清乡公;上下公正，樊安定。”征授司农卿，吏卒无不流泪伤别，商议立碑歌颂他的功德。樊叔略虽无学问，但是以心意为师，独出己见，与理暗合，故得皇上亲宠信任。高颎、杨素对他以礼相待。樊叔略任司农期间，也常参管九卿事务。性情喜爱奢侈，每饮宴，肴馔丰盛，水陆齐全。
隋文帝开皇十四年（594年），随皇帝祭祠泰山，至洛阳，皇帝让他审查囚犯罪状。准备奏呈，早晨到监狱门口，在马上暴卒，享年五十九。追封亳州刺史，谥号襄。